# Enzo Milioni
Enzo Milioni (Roma, 18 luglio 1934 – Albano Laziale, 2 febbraio 2017) è stato uno sceneggiatore e regista italiano.

## Biografia
Milioni ha debuttato come regista cinematografico nel 1978 con il film: La sorella di Ursula. In seguito ha diretto altri lavori per il cinema commerciale e un film per la televisione. Dal 1990 lavora quasi esclusivamente come regista teatrale.

## Filmografia

### Sceneggiatore

#### Cinema
- No... sono vergine!!, regia di Cesare Mancini (1971)
- Grazie tante - Arrivederci, regia di Mauro Ivaldi (1977)

### Regista e sceneggiatore

#### Cinema
- La sorella di Ursula (1978)
- Quello strano desiderio (1980)
- Tenerezza (1987)

#### Televisione
- Quattro sotto l'ombrello (1982)
- Luna di sangue (1989)

### Attore

#### Cinema
- Il torcinaso, regia di Giancarlo Romitelli (1975)

### Assistente regista

#### Cinema
- La belva col mitra, regia di Sergio Grieco (1977)